# ジョーイ・ビショップ
ジョーイ・ビショップ（Joey Bishop, 本名：Joseph Abraham Gottlieb、1918年2月3日 - 2007年10月17日）は、アメリカ合衆国の俳優、コメディアン、司会者。

## 経歴
ニューヨーク・ブロンクス区にポーランド系ユダヤ人の家に生まれる。
1940年代から俳優、コメディアンとして活躍、テレビ番組の司会者も勤めた。また、フランク・シナトラ、ディーン・マーティン、サミー・デイヴィスJr.、ピーター・ローフォードと共にシナトラ一家“ラット・パック”の一員として、ラスベガスにシナトラが所有するカジノホテル「サンズ（Sands）」を中心にツアーを行ったほか、彼らと共に映画『オーシャンと十一人の仲間』に出演して人気を博した。
2007年10月17日、89歳で死去。

## 主な出演作品

左からフランク・シナトラ、ディーン・マーティン、サミー・デイヴィスJr.、ピーター・ローフォード、ジョーイ・ビショップ。

- 裸者と死者 The Naked and the Dead (1958)
- 水兵さんは暇がない Onionhead (1958)
- オーシャンと十一人の仲間 Ocean's Eleven (1960)
- ペペ Pepe (1960)
- The Joey Bishop Show (1961-1965) テレビドラマ
- 荒野の3軍曹 Sergeants 3 (1962)
- ひとりぼっちのギャング Johnny Cool (1963)
- テキサス Texas Across the River (1966)
- プレイラブ48章 A Guide for the Married Man (1967) クレジットなし
- 哀愁の花びら Valley of the Dolls (1967)
- デルタ・フォース The Delta Force (1986)
- 本日はお日柄も良く/ベッツィの結婚 Betsy's Wedding (1990)
- マッド・ドッグス Mad Dog Time (1996)